# Bandiera del Regno Unito
La bandiera del Regno Unito (comunemente Union Flag o Union Jack) fu adottata nel 1801 in seguito all'atto di unione con il quale il Regno di Gran Bretagna e il Regno d'Irlanda si univano a formare il Regno Unito di Gran Bretagna e Irlanda. Derivata da una versione precedente adottata nel 1606, è anche stata la bandiera rappresentativa dell'Impero britannico.
Alcune ex colonie britanniche e reami del Commonwealth (ad esempio il Canada) danno ancora status ufficiale o semi-ufficiale a questa bandiera. È l'unica bandiera al mondo ad aver sventolato su tutti i sei continenti contemporaneamente: Europa, Nord e Sud America, Africa, Asia, Oceania e Antartide. Ancora oggi la Union Flag è inserita nel cantone di alcune bandiere nazionali: Australia, Nuova Zelanda, Figi e Tuvalu. Inoltre si trova su tutte le bandiere delle dipendenze britanniche d'oltremare (tranne Gibilterra), sulle bandiere delle province del Canada di Ontario, Manitoba e Columbia Britannica, su tutti gli stati della confederazione australiana ad esclusione del territorio della capitale Canberra e del Territorio del Nord e sulle due bandiere degli Stati associati alla Nuova Zelanda: le isole Cook e Niue. Inoltre è inserita nella bandiera nazionale dello Stato delle Hawaii, anche se quest'ultimo non è mai stato parte dell'Impero britannico, né ha mai avuto rapporti diretti con il Regno Unito. La Union Jack è peraltro il vessillo nazionale più utilizzato al mondo nel campo della moda come grafica presente su indumenti e accessori.

## Storia

### La versione del 1606
Quando Giacomo VI di Scozia ereditò il trono inglese come Giacomo I d'Inghilterra nel 1603, le corone del Regno d'Inghilterra e del Regno di Scozia si riunirono sotto un unico sovrano sebbene le due nazioni rimanessero, per il momento, indipendenti.
Il 12 aprile 1606 fu specificata in un decreto reale una bandiera che stabiliva l'unione personale tra Scozia ed Inghilterra, ovvero un incrocio tra la bandiera dell'Inghilterra (la croce di San Giorgio: rossa su campo bianco) e la bandiera della Scozia (la croce decussata di Sant'Andrea: bianca su sfondo azzurro): [le bandiere] "unite in accordo alle forme create dai nostri araldi, e spediteci dall'Ammiraglio per essere pubblicate dai nostri Soggetti." Gli schizzi originali che accompagnarono questa nota sono andati perduti. Questa bandiera reale era all'inizio sventolata solo in mare nelle imbarcazioni civili e militari sia scozzesi che inglesi, ma nel 1634, il suo uso fu ristretto soltanto alle navi del monarca, mentre le forze di terra continuarono ad avere i loro rispettivi stendardi.

### L'atto di unione del 1707 e gli aggiornamenti
Fino all'atto di unione del 1707 era pratica in Scozia di mettere la croce decussata scozzese sopra quella inglese, mentre il contrario accadeva in Inghilterra. Dopo l'atto, la bandiera ricevette uno status riconosciuto, come "insegna armoriale del Regno di Gran Bretagna", il nuovo Stato creato, e fu adottata anche dalle armate di terra. Il Galles non ebbe un ufficiale riconoscimento nella bandiera, perché era stato annesso precedentemente da Edoardo I d'Inghilterra nel 1282 e, sin alle Laws in Wales Acts 1535–1542, era legalmente parte del Regno d'Inghilterra.
La versione del XVII secolo era anche mostrata nel cantone della Grand Union Flag (chiamata anche Congress flag, The First Navy Ensign, The Cambridge Flag, e The Continental Colors), la prima bandiera degli Stati Uniti diffusamente usata. È invece tuttora mostrata nel cantone della Commissioners' flag della Northern Lighthouse Board, unico caso di uso ancora attuale.

### La versione del 1801
L'Union flag attuale fu adottata nel 1801 a seguito dell'atto di unione del 1800, che unì il Regno di Gran Bretagna e il Regno d'Irlanda per formare il Regno Unito. Il nuovo disegno vide l'aggiunta della decusse rossa, della bandiera di San Patrizio, per rappresentare l'Irlanda.

## Descrizione
La blasonatura della vecchia bandiera, comparata con l'attuale, è D'azzurro, al decusse di Sant'Andrea d'argento sormontata dalla Croce di San Giorgio di rosso, bordata della seconda.

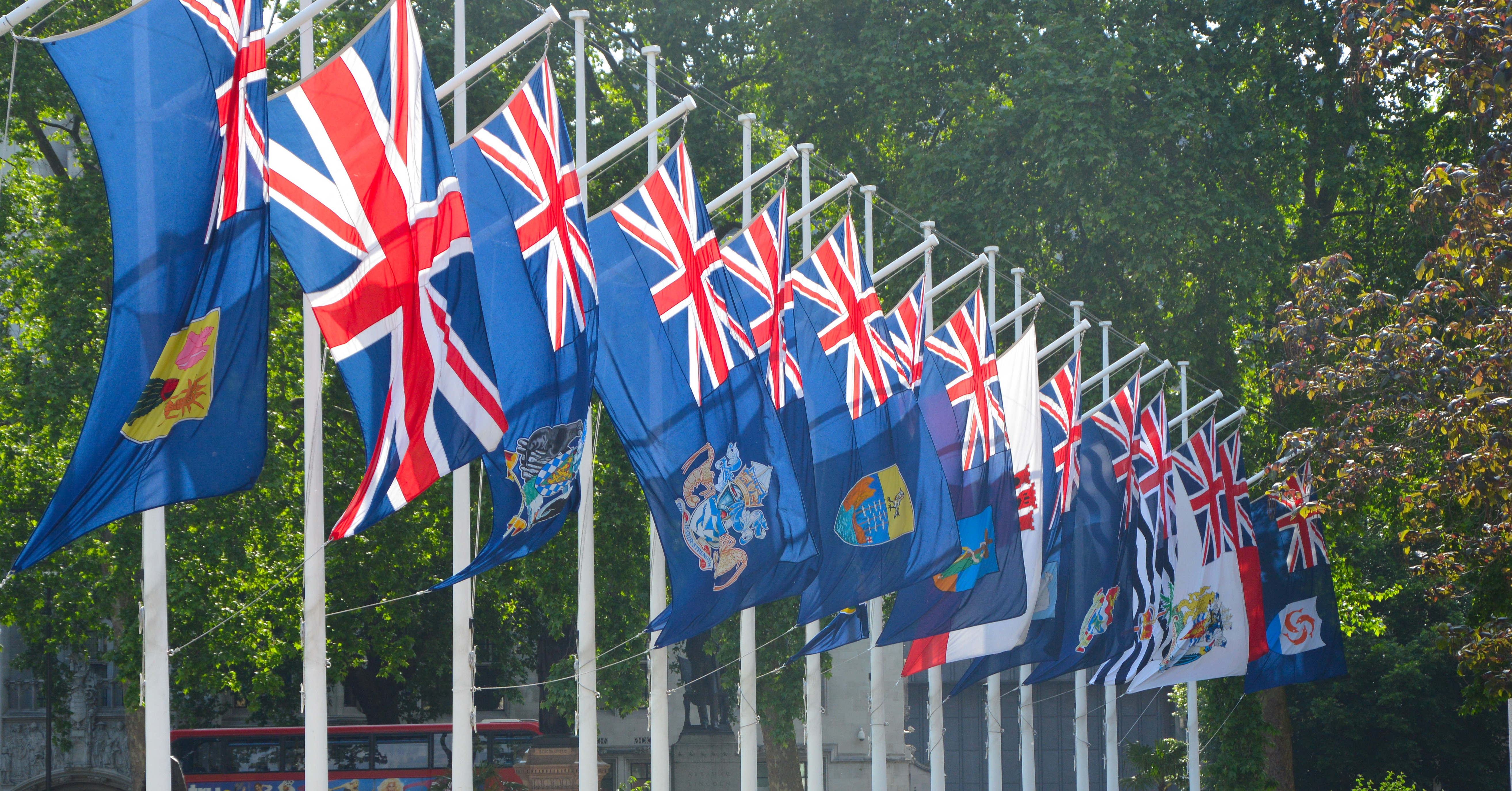
Bandiere dei territori d'oltremare britannici in Parliament Square, a Westminster, Londra.

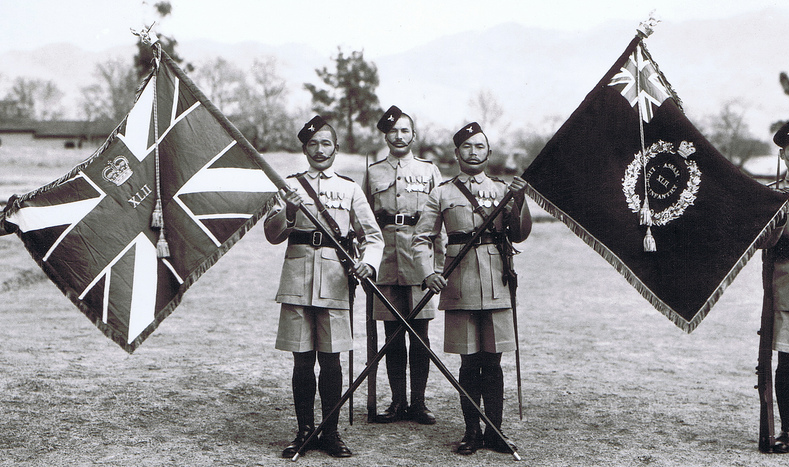
Dalla fine dell'epoca vittoriana, le bandiere dei reggimenti hanno proporzioni 3:5

La croce decussata fu disegnata sopra quella di Sant'Andrea, ma sempre sotto a quella inglese: per chiarire il fatto che l'Irlanda non era superiore in ogni modo alla Scozia, la croce irlandese fu ristretta e coperta a metà da quella bianca dell'altra nazione. Non si conosce l'esatta origine della bandiera irlandese, anche se i più ritengono che risalga allo scudo dei Fitzgerald, conti di Kildare. La croce di San Patrizio nell'Union Jack attualmente rappresenta l'Irlanda del Nord, dove, infatti, è spesso sventolata la bandiera britannica nelle giornate di San Patrizio al posto della bandiera dell'Irlanda e delle bandiere unioniste per evitare il settarismo. Le tonalità di blu sono variate molto nel corso degli anni, anche perché la bandiera scozzese non aveva uno sfondo definito. I continui cambiamenti hanno creato la paradossale situazione che l'attuale bandiera britannica ha un "navy blue" (Pantone 280), mentre quello dell'attuale bandiera scozzese ha trovato finalmente un colore di riferimento, grazie alla specificazione nel 2003 del Parlamento scozzese, ma in "royal blue" più chiaro (Pantone 300).
L'attuale Union Flag è blasonata: d'azzurro, alle croci decussate di Sant'Andrea e San Patrizio, inquartate per decusse d'argento e di rosso, l'ultima bordata della seconda, sormontate dalla croce di San Giorgio come terza, bordata come i decussi.

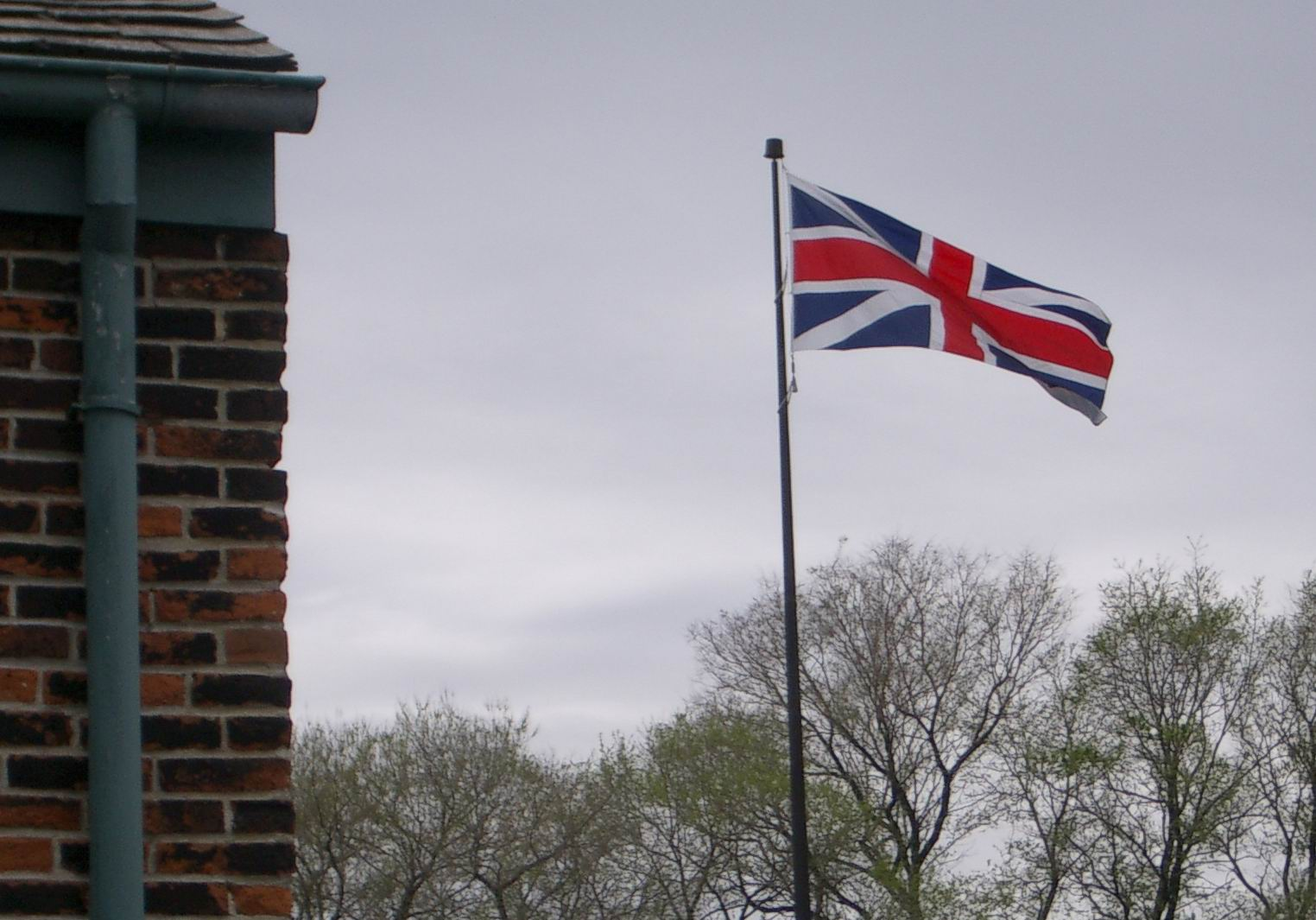
Una Union Flag storica in Canada.

Ad effetto della sovrapposizione delle croci che costituiscono lo schema della insegna, la croce rossa di San Patrizio emerge inferiormente alla croce bianca scozzese al lato pennone, mentre è compensata "idealmente" dalla sua emersione superiore al lato battente. Questo fatto produce uno schema non simmetrico (rotato) della insegna, che impedisce che essa abbia una simmetria secondo qualsiasi asse. Tale fatto, come conseguenza, impone che la bandiera abbia un suo bordo superiore ed uno inferiore, non invertibili. L'installazione della insegna a bordi invertiti è stata usata a scopo ironico o scherzoso.

## Terminologia
La bandiera è colloquialmente e diffusamente chiamata Union Jack, ma ciò non è scevro da dibattiti. In lingua inglese jack infatti significa "bandiera di bompresso", e per alcuni deve essere usata questa espressione quando la bandiera è usata come tale. Per altri potrebbe essere derivato dal nome latino di Giacomo VI, re al momento dell'unione delle corone di Scozia ed Inghilterra, ovvero Jacobus. L'espressione union jack infatti pare risalire ai primi anni del 1700. Jack ha però numerosi altri significati, tra cui "marinaio", "mozzo", "villano" o semplicemente "amico", cosa che porterebbe ad altre tesi circa l'origine.
Nel tempo ha assunto rilievo nei costumi della società britannica, avendo ottenuto anche riconoscimenti ufficiali: la BBC, per esempio, non accetta l'espressione union flag. Ma, d'altro canto, proprio questa forma è preferita nei documenti vessillologisti. Il Merchant Shipping Act 1995 si riferisce alla bandiera del Regno Unito come «the Union flag (commonly known as the Union Jack)».

## Altre bandiere britanniche

### Stendardo reale

Lo Stendardo Reale di Sua Maestà.

Il Royal Standard (Stendardo reale) è la bandiera ufficiale di Re Carlo III nella sua funzione di sovrano del Regno Unito e dei vari altri regni del Commonwealth. Alcune nazioni hanno propri Royal Standard. Lo Standard generalmente consiste nello stemma della nazione. Fuori dal Regno Unito sopra lo stemma è raffigurato un disco blu contenente la lettera "E" (di 'Elisabetta') incoronata e cerchiata da una corona di rose dorate.
Nel protocollo delle bandiere, il Royal Standard è la suprema. Essa deve sventolare sugli edifici dove si trova il Re. Viene messa sopra la Union Flag, gli stendardi degli altri membri della Famiglia Reale, e le altre bandiere britanniche. Non sventola mai a mezz'asta.

### Insegna navale militare

Insegna navale militare e reale (White Ensign).

L'insegna navale militare e della flotta reale è la White Ensign (Insegna bianca).
Questa bandiera (che correttamente andrebbe chiamata Saint George's Ensign) consiste in una bandiera inglese con una Union Flag nel cantone. L'insegna è sventolata dalla Royal Navy sulle flotte e nelle basi terrestri in cui opera l'armata, ma anche dal Royal Yacht Squadron e dalle barche che scortano la Regina.
Una bandiera simile è sventolata nei territori dell'Antartide, con uno stemma reale al posto della croce di San Giorgio.

### Insegna navale civile

Insegna navale civile (Red Ensign).

L'insegna navale civile è la Red Ensign (Insegna rossa). Nata come insegna delle navi mercantili e di altri vascelli privati del Regno Unito, è successivamente diventata un modello, assieme alla blue ensign, per le bandiere usate da diverse colonie ed ex-colonie dell'Impero britannico. La Red Ensign è completamente rossa con una bandiera britannica nel cantone, talvolta può recare uno stemma o una scritta. Prima della riorganizzazione della Royal Navy, nel 1864, la red ensign semplice era l'insegna del Red Squadron della Royal Navy, che tendeva a pattugliare le acque dei Caraibi e dell'Oceano Atlantico settentrionale (ad eccezione delle acque attorno alla Gran Bretagna). Successivamente la red ensign venne riassegnata ai vascelli mercantili e civili britannici, sua attuale funzione.

### Insegna del governo

Insegna navale del governo (Blue Ensign).

La Blue Ensign (Insegna blu), l'insegna navale governativa, è usata dalle navi e dai vascelli del governo; inoltre è la bandiera di molte dipendenze britanniche ed in passato lo era di molte colonie. Viene utilizzata sia semplice, sia caricata da stemmi o emblemi.
L'evoluzione della Blue Ensign seguì direttamente quella dell'Union Flag. Essa apparve intorno al XVII secolo con la croce di San Giorgio nel cantone, poi, con gli atti di unione del 1707 e dell'1800 la bandiera nel cantone divenne la union flag.

Insegna dell'aeronautica civile

## Controversie
Alcuni gallesi hanno proposto di modificare l'Union Flag per includere Red Dragon o i colori nero-oro della bandiera di San David, sostenendo che l'attuale disegno non rappresenta la loro nazione costituente. Questa controversia è più formale che reale in quanto nel 1606, anno in cui Giacomo VI di Scozia e I di Inghilterra adottò la bandiera senza la croce di San Patrizio simbolo dell'Irlanda, aggiunta poi nel 1801 per arrivare alla versione attuale, il Principato del Galles era già annesso all'Inghilterra ed in essa compreso.
Nel giugno 2003, Nigel Turner ha proposto di aggiungere strisce nere alla bandiera per meglio riflettere la società multirazziale britannica; questa proposta non è stata ben vista anche in relazione al canto razzista there ain't no black in the Union Jack ("non c'è nero nell'Union Jack"). La proposta non ha avuto alcuna valenza incisiva. Difficilmente l'Union Jack verrà cambiata in futuro per il fatto che tutti i britannici e anche il resto del mondo associano i colori rosso-bianco-blu al Regno Unito e sono parte inscindibile del bagaglio storico-culturale del Regno Unito.
Nel 2014, l'avvicinarsi del referendum sull'indipendenza scozzese riaprì il dibattito riguardo ad una possibile modifica della Union Flag nel caso dell'indipendenza della Scozia dal Regno Unito, cosa che avrebbe portato ad una possibile eliminazione della croce di sant'Andrea, ma la vittoria degli unionisti ha permesso che l'Union Jack rimanesse tale e quale ad ora.

## Bandiere della Union Jack
- Regno d'Inghilterra (croce di san Giorgio)
- Regno di Scozia (croce di sant'Andrea)
- Regno d'Irlanda (croce di san Patrizio)

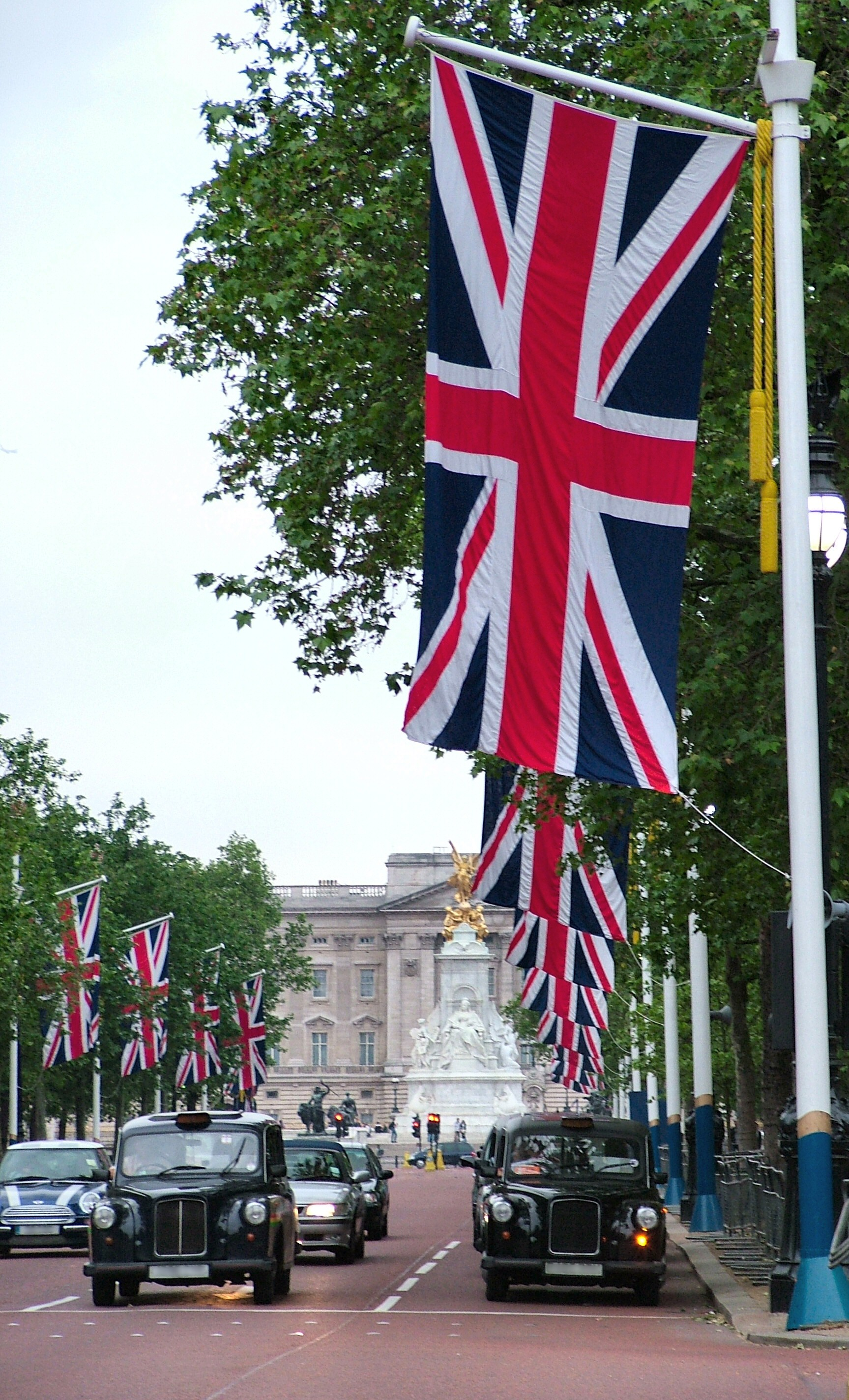
Il Mall di Londra spesso riempito di bandiere britanniche.

## Bandiere delle nazioni costitutive del Regno Unito
- Bandiera dell'Inghilterra
- Bandiera della Scozia
- Bandiera del Galles
- L'Irlanda del Nord non possiede una bandiera ufficiale dal 1972. L'unica bandiera riconosciuta ufficialmente è la Union Flag. Esiste, però, una bandiera ufficiosa, l'Ulster Banner: . Quest’ultima, però, viene spesso rappresentata con la Croce di San Giorgio, che è una delle proposte per una nuova bandiera nordirlandese.